# Seitenschneider

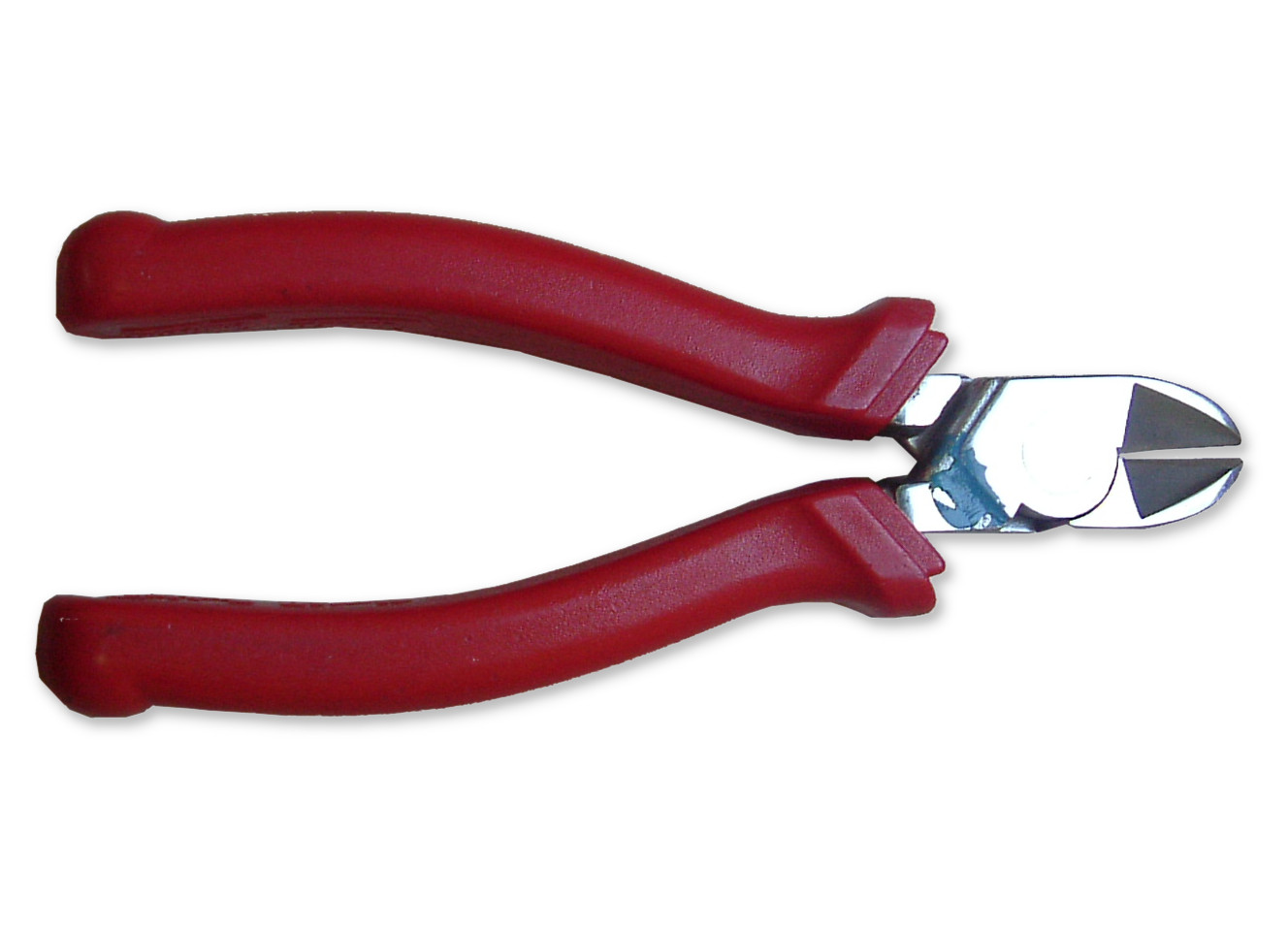
Seitenschneider: Schneiden mit den Rückseiten der Schneidbacken fluchtend

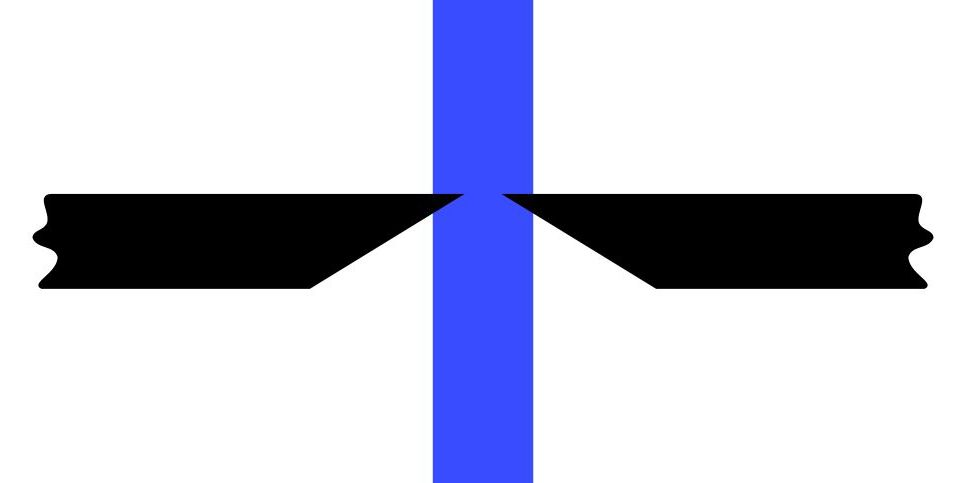
Seitenschneider: prinzipielle Darstellung von Form und Lage der Schneiden

Zur Abgrenzung: Form und Lage der Schneiden beim Mittenschneider

Ein Seitenschneider ist eine Zange zum Zerschneiden, also Trennen durch Keilschneiden. Der Name leitet sich von der Anordnung der Schneiden ab, die sich im Gegensatz zum Mittenschneider nicht mittig, sondern an den Seiten der Schneidbacken befinden. Die Schneiden fluchten mit einer der beiden Seiten der sich gegenüber stehenden Backen.
Diese Anordnung hat den Vorteil, dass z. B. ein aus einer Fläche vorstehender Draht flächenbündig abgeschnitten werden kann. Im Unterschied zum Mittenschneider lässt sich die Schnittstelle besser festlegen, da die senkrechte Sicht auf sie nicht von den Backen versperrt wird. Nachteil ist die wegen der Unsymmetrie der Schneiden größere erforderliche Schnittkraft als beim Mittenschneider mit symmetrischen Schneiden.
Der Seitenschneider wird insbesondere bei Elektroinstallationen zum Schneiden einzelner Adern oder ganzer Kabel benutzt. Drähte hoher Festigkeit lassen sich aufgrund des Hebelgesetzes auch schneiden, wenn sie möglichst nah am Gelenk der Zange eingelegt werden.
Kraftseitenschneider sind meist besonders große Seitenschneider und auch für das Schneiden harter Drähte geeignet, manche haben ähnlich wie Bolzenschneider eine mechanische Übersetzung mit einem zweiten Hebelpaar. Die Schnittkraft wird vergrößert, ohne dass die Zange infolge längerer Handgriffe wesentlich verlängert wird. Die Handgriffe sind allerdings wie bei Bolzenschneidern am Anfang weiter geöffnet, was Zweihandbedienung erfordert. Andere Modelle nutzen das Maschinenelement Kulisse und Kulissenstein.
Bei den geläufigsten Seitenschneidern liegen die Klingen in einer Ebene mit den Griffen. Sie können aber auch gedreht sein, wodurch man von einem Vornschneider oder einem Schrägschneider spricht. Diese können hinsichtlich der Platzierung der Schneiden auf den Schneidbacken als Seitenschneider oder als Mittenschneider ausgeführt sein.
Elektronik- oder Präzisionsseitenschneider sind meist besonders klein und verfügen über keine Wate, um einseitig glatte Schnitte erzeugen zu können, etwa bei der Arbeit an Platinen. Ihre Schneide steht zudem meist leicht schräg.

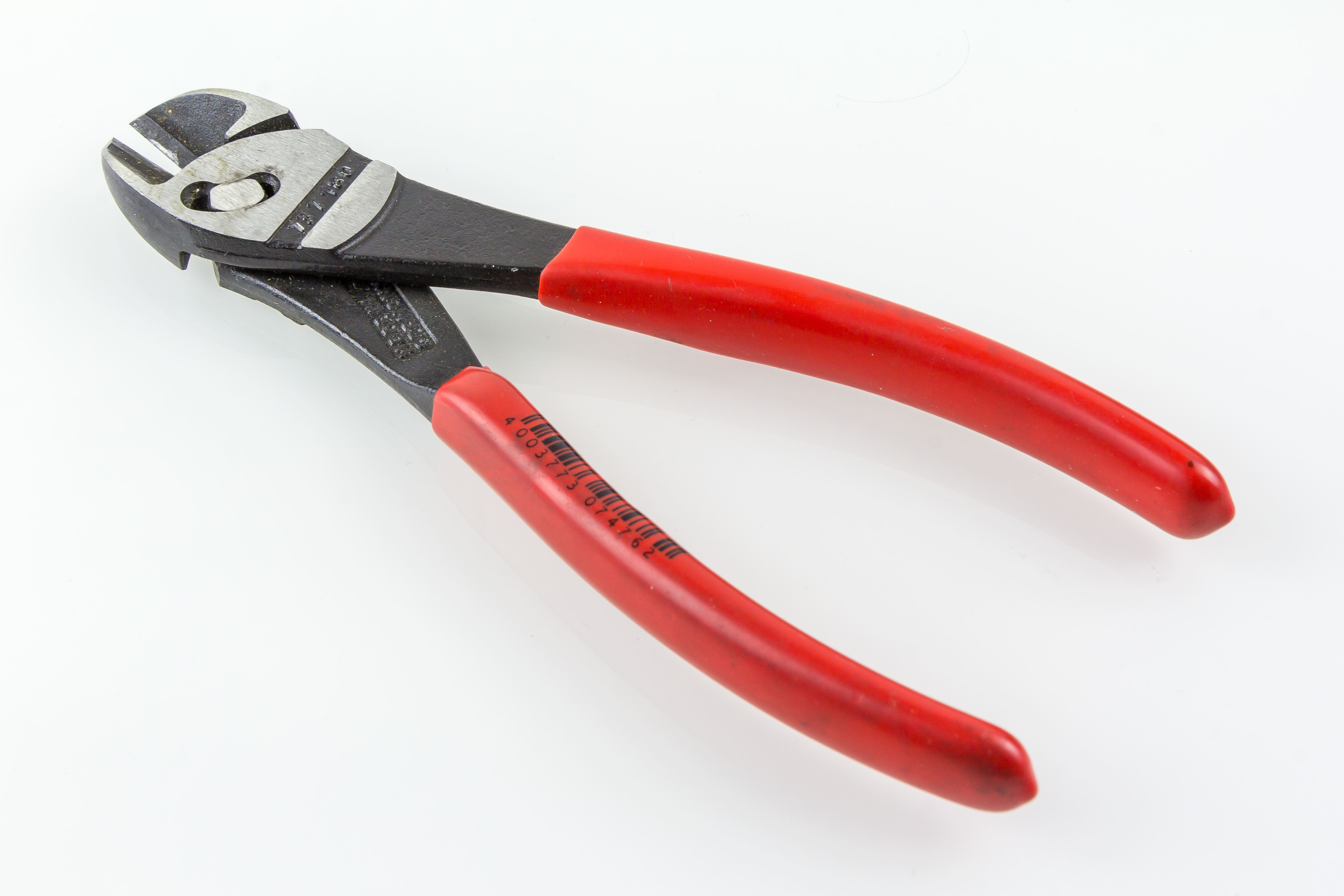
Kraftseitenschneider „TwinForce“ der Marke Knipex mit Kulisse und Kulissenstein
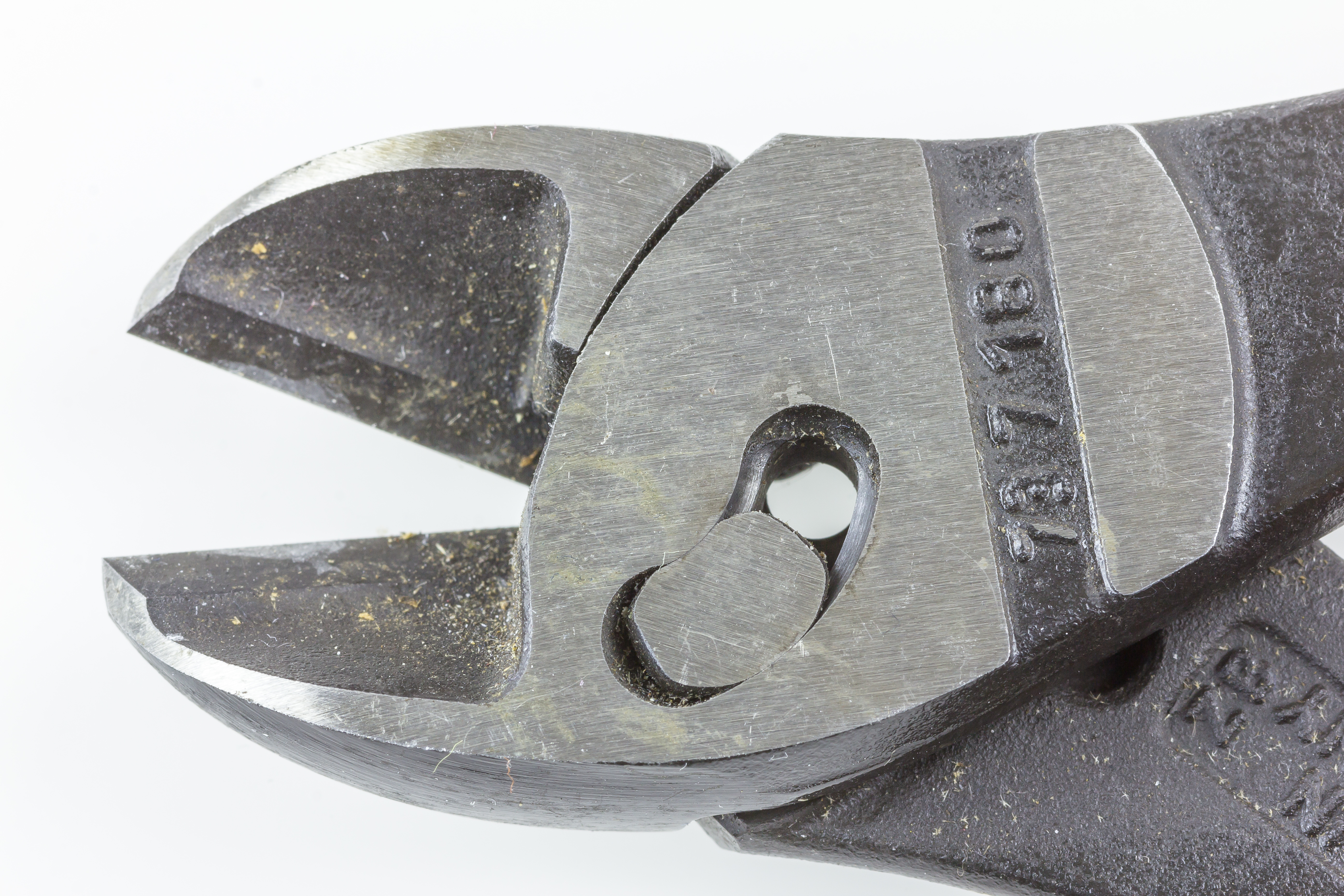
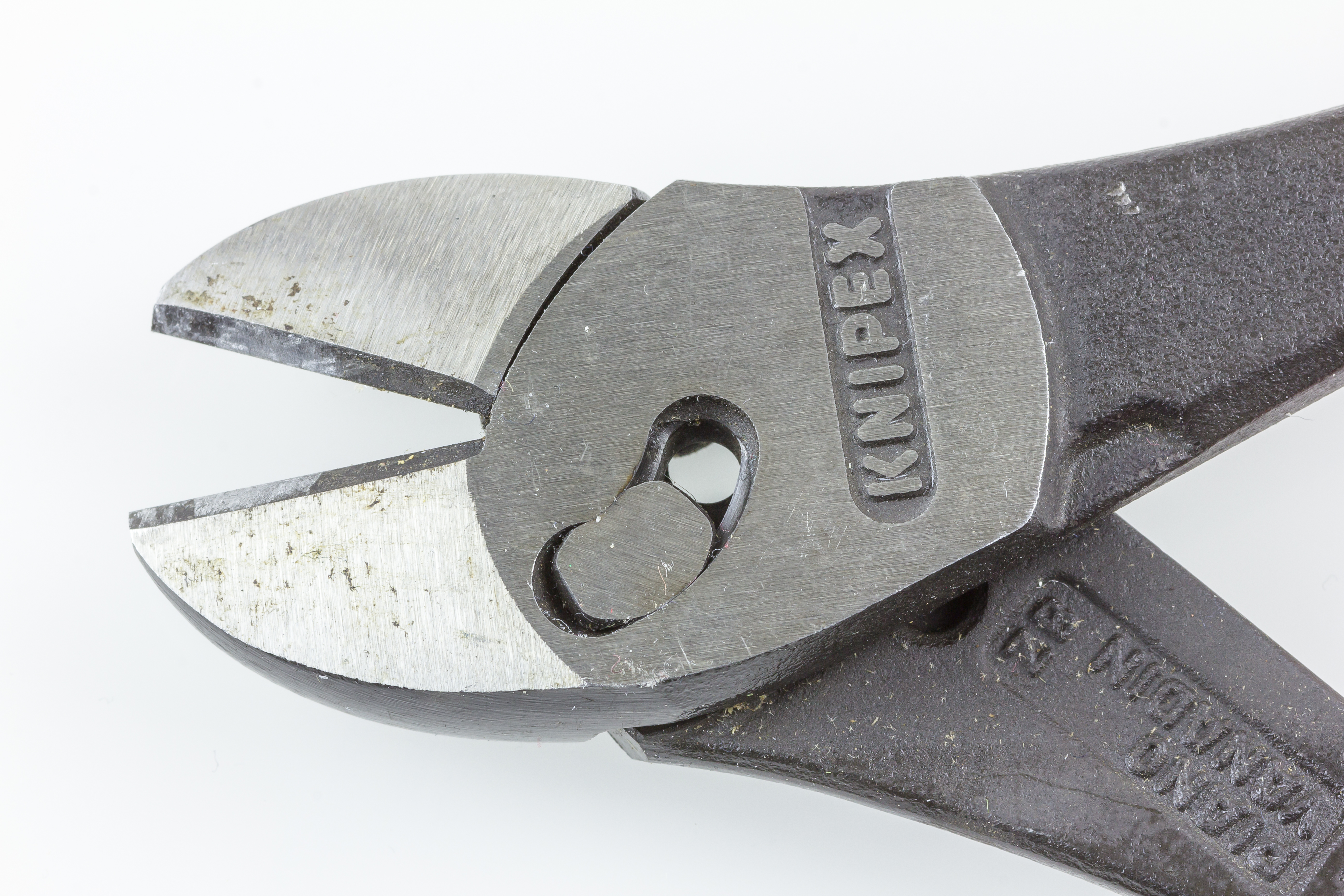
„TwinForce“-Gelenkzapfen und Langlöcher
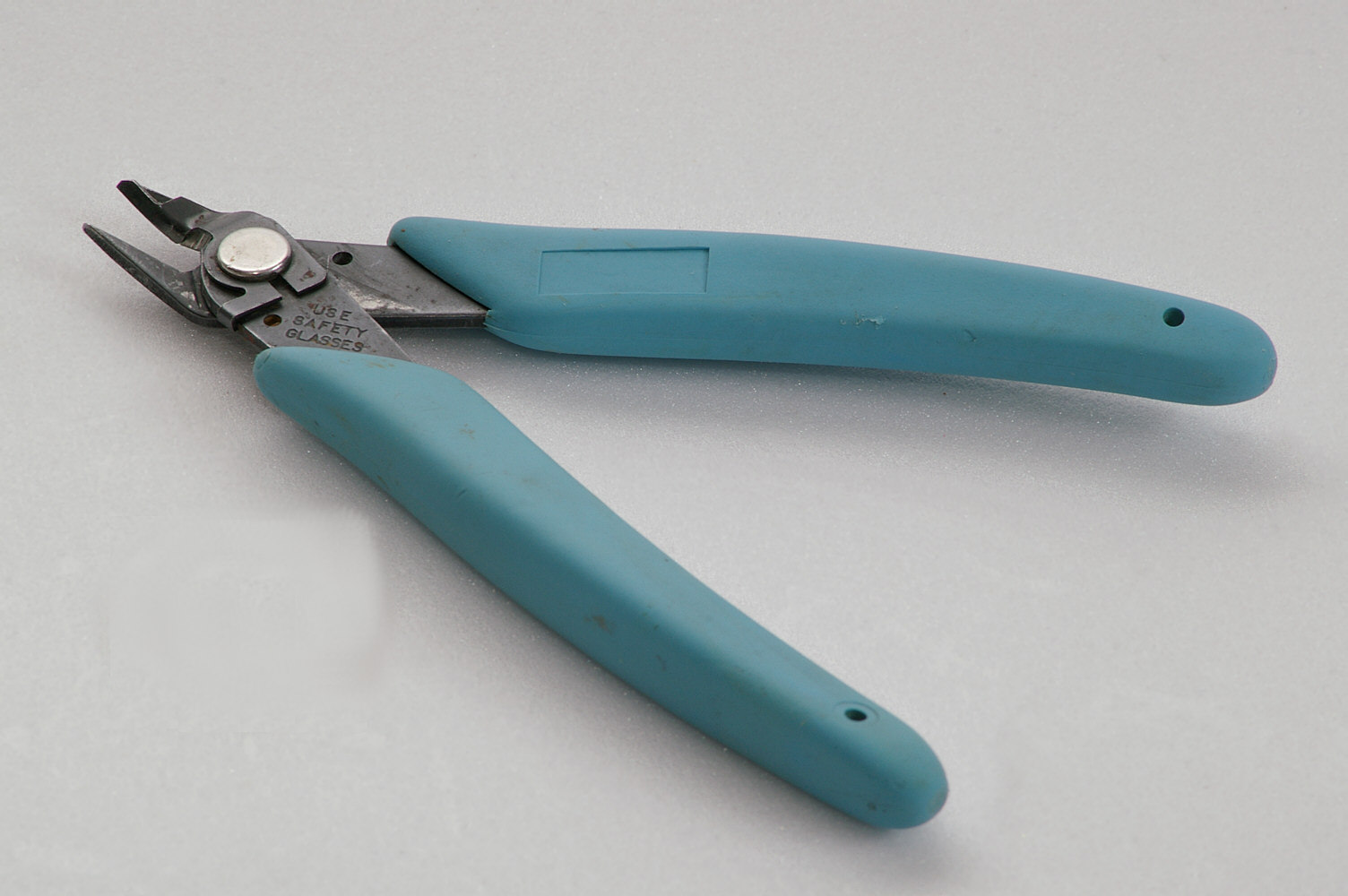
Elektronikseitenschneider